# Clément Maudet
Pour les articles homonymes, voir Maudet.
Clément Maudet, né le 8 juillet 1829 à Saint-Mars-d'Outillé  (Sarthe) et mort le 8 mai 1863 à Huatusco au Mexique, est un sous-lieutenant de la Légion étrangère. Très grièvement blessé durant la bataille de Camerone le 30 avril 1863, il meurt des suites de ses blessures, huit jours plus tard, à Huatusco, dans l'État de Veracruz au Mexique.

## Biographie
Clément Maudet est né dans le village de Saint-Mars-d'Outillé, le 08 juillet 1829. Fils de Julien Maudet (sacristain), et de Marie Connier.
Clément Maudet est publicitaire à Paris lorsqu'il prend part à la révolution de 1848. Il s'engage alors à la Légion étrangère le 27 juillet 1848. Après son instruction, il participe aux campagnes en Algérie et passe de caporal de voltigeurs (6 septembre 1849) à celui de sergent-fourrier le 2 septembre 1852. Le 5 juillet 1853, il se rengage pour deux années. Contusionné à la poitrine lors du siège de Sébastopol, il est nommé sergent-major. Il reçoit la médaille militaire pour acte de bravoure lors de la guerre de Crimée par décret impérial du 26 mai 1858. Il participe ensuite à la campagne d'Italie. Après avoir été promu au grade de sous-lieutenant, il devient l'officier le plus médaillé du bataillon et son porte-drapeau,.
À l'issue du combat de Camerone, il est si bien soigné à Huatusco par Doña Juana Marredo ("Mama Juana", sœur du colonel Francisco Marrero), qu'il écrit, à la veille de sa mort des suites de ses blessures : « En France, j'ai laissé une mère, au Mexique, j'en ai trouvé une autre ». Lors du transport du cercueil, les soldats mexicains lui rendent les honneurs militaires et il est mis en terre près de l'église.

## Hommage
- « L'empereur Napoléon III décide que le nom de Camerone sera inscrit sur le drapeau du régiment étranger et que, de plus, les noms de Danjou, Vilain et Maudet seront gravés en lettres d'or sur les murs des Invalides à Paris. »[9].
- À Saint-Mars d'Outillé, une rue porte son nom. Une plaque à sa mémoire est aussi présente[8] au pied de l'église où se commémore régulièrement un hommage à l'occasion de l'anniversaire de sa naissance[10],[11]
- À Huatusco, le 29 avril 2013 lors d'une cérémonie en l'honneur de Clément Maudet, en présence de la maire de la ville, madame Nadia Torres Demuner, du colonel de la légion étrangère Le Cour Grandmaison et de la réprésentante de l'ambassade de France, madame Lygie de Schuyter, est posée la première pierre d'un mausolée en son honneur[12].